# ترقيم
الترقيم في اللغة هو علم غير مستقل (يتبع النحو العربي والصرف والبلاغة) يوظف علامات ورموز اصطلاحية تستعمل في تنظيم الكتابة؛ تستعمل علامات الترقيم منها في الفصل بين كلمات أو أجزاء من الجملة أو لإنهاء المعنى أو استمراره ولتنويع النبرات الصوتيَّة أثناء القراءة. علامات الترقيم هي علامات ورموز متفق عليها توضع في النص المكتوب بهدف تنظيمه وتيسير قراءته وفهمه، وهي لا تعتبر حروفاً، وهي غير منطوقة. وقد تختلف استخدامات علامات الترقيم وقواعدها حسب اللغة وتطور تلك اللغة عبر الزمن. ومن الاستخدامات الشائعة لعلامات الترقيم في اللغة العربية: الفصل بين أجزاء الحديث والمعاني، تحديد مواقع الوقوف في النص والاقتباس النصي وإظهار التعجب أو الاستفهام وتحديد علاقة الجمل ببعضها.
من أهم قواعد طباعة اللغة العربية وأيضًا بعض اللغات غير العربية بعلامات الترقيم هي أن تضع مسافة فقط بعد علامة الترقيم وليس قبلها؛ باستثناء الأقواس والتي تكون ملاصقة للجملة التي بداخل القوسين ولا تلامس الكلام الذي يحيط بالأقواس من الخارج، وأيضًا باستثناء الثلاث نقاط (...) والتي ترمز إلى كلام محذوف أو فترة صمت تتخلل حديث؛ هذه النقاط الثلاث تلامس كل ما يحيطها من كلام على الاتجاهين وإن كان البعض يجعلها تتبع نفس القاعدة العادية لعلامات الترقيم بلصقها بما يسبقها فقط من كلام وفصلها عما يتبعها.
مثال: في صياغة الجملة العربية، لا تكتب أو تطبع الجملة هكذا: «أعتزّ بلغتي العربية، وأحب الخط العربي جدًا !»، بل أكتبها هكذا: «أعتزّ بلغتي العربية، وأحب الخط العربي جدًا!».
ومن الأسباب وراء هذه القاعدة سبب قد يساعدك على تذكرها، وهو أنك إذا وضعت مسافة قبل علامة الترقيم، وفجأة لم يكن في السطر مساحة كافية لعلامة الترقيم في النهاية، فسيبدأ البرنامج السطر الجديد بعلامة الترقيم، وهذا بالتأكيد سيبدو غريبًا.

## تاريخ الترقيم في اللغة العربية
لم يعرف العرب علامات الترقيم في الكتابة في بداية دعوة الإسلام، ومع انتشار الرقعة للدولة المسلمة ودخول اجناس غير عربية بدأ العرب أوَّلًا بتنقيط الحروف على يد أبو الأسود الدؤلي (69 هـ) ولمعرفة مكان توقف القرّاء، أخذوا يضعون دائرة وفي داخلها نقطة، أو يخرج منها خط، كأداة للفصل بين الجمل
ثم أدخل شيخ العروبة أحمد زكي باشا علامات الترقيم إلى اللغة العربية؛ لأنه رأى أن اللسان العربي مهما بلغ درجة العلم لا يتسنّى له في أكثر الأحيان أن يتعرّف على مواقع فصل الجمل وتقسيم العبارات، وذلك في رسالته سنة 1330 هـ / 1912 م.

## جدول عن علامات الترقيم
| علامة الترقيم                               | مواضعها | المثال |
| ------------------------------------------- | --- | --- |
| الفاصلة أو الشولة ،                         | - بين الجمل المتصلة المعنى. - بين أقسام الشيء الواحد. - بعد لفظ المُنادَى. - بين القَسَم وجوابه. - بين جمل الشرط وجزاءه. - قبل ألفاظ البدل. - بين الجملة المعطوفة. - الفصل بين الجملة الاعتراضية والجملة الرئيسة.                | - قلب المؤمن طاهر، ولا يعرف الحقد. - أركان الصلاة: تكبيرة الإحرام، والقيام. - يا خالد، أحسِن الظنَّ بالناس. - نعم، هي كذلك. - والله، لأتصدقنّ. - إن قدرت أن تزيد ذا الحق على حقه وتطول على من لا حق له، فافعل. (الأدب الكبير لابن المقفع) - فتح الناصر، صلاح الدين الأيوبي بيت المقدس. |
| الفاصلة المنقوطة ؛                          | - بين جملتين الثانية منهما سبب للأولى. - في أحوال التقسيم والتفصيل التي يطول فيها الكلام أو يقصر. - للفصل بين عدد من المصادر ضمن حاشية واحدة. - للفصل بين أجزاء رئيسة تحتوي على أجزاء فرعية.                                 | - أستذكر دروسي؛ طلبًا للنجاح. - وجدنا الناس قبلنا كانوا أعظم أجسامًا، وأوفر مع أجسامهم أحلامًا؛ وأشد قوةً؛ وأحسن بقوتهم للأمور إتقانًا؛ وأطول أعمارًا، وأفضل بأعمارهم للأشياء اختبارًا. - عواصم بلاد الشام هي: سوريا؛ دمشق، لبنان؛ بيروت، فلسطين؛ القدس، الأردن؛ عمَّان.                    |
| علامة استفهام ؟                             | - في نهاية الجملة الاستفهامية. | - متى استذكرت دروسك؟ |
| علامة التأثر أو التعجب أو الانفعال !        | - توضع في نهاية الجملة التعجبية أو المعبرة عن الفرح أو الحزن أو الاستغاثة أو الدعاء أو التهكم أو التحذير. | - ما أجمل الإيمان! ـ واحسرتاه! ـ النار النار! - انتبه! |
| النقطة أو الوقفة .                          | - توضع في نهاية الفقرة أو الجمل التامة (المستقلة عما بعدها في المعنى والإعراب). - قد تستخدم عقب الأحرف أو الكلمات أو الأسماء المختصرة. - تأتي عقب القوس الثاني مباشرةً أو عقب علامة التنصيص الثانية إن كانت الجملة تنتهي بها. | - الدين النصيحة. - ص.ب. (صندوق بريد)، إلخ. |
| النقطتان الرأسيتان أو النقطتان المتعامدان : | - بعد القول - بعد التمثيل - بعد الشيء وأقسامه (تفاصيل سوف تتبع، أو تفاصيل ذات أرقام وأحرف). - عند ذكر معاني الألفاظ - اسم السورة ورقم الآية، والساعة والدقائق، رقم العدد بالنسبة للدورية والصفحات الموجودة فيها.             | - قال تعالى: «قل هو الله أحد» - مثلًا: هذه العبارة. - أركان الإسلام خمسة: 1-شهادة... - أهل الكتاب: اليهود والنصارى. - البقرة: 15 - 15:33 - العدد23: 80-99. |
| الشَّرِطَة -                                    | - المدى بين القيمتين. - بين العدد المعدود. - للفصل بين كلام المتحاورين في حالة المحاورة بدل استخدام كلمات مثل أجابَ ورد. | - اقرأ الصفحات 15-23. - أقسام الكلام ثلاثة: 1- اسم 2- فعل 3- حرف. - - ماذا فعلت اليوم؟ - قرأت صفحةً من الكتابِ. |
| الشرطتان - -                                | - قد تأتي قبل الجملة المعترضة وبعدها لتنوب عن القوسان أو الفاصلة إن كانت الجملة المعترضة تحتوي عليها (على فاصلة). - تأتي أحيانًا لتضمن معنى ذات أهمية (اعتراضية تفسيرية).                                                     | - عبد الرحمن - تغمده الله برحمته -... - أوضحت ريمُ - باحثة في علم الأحياء -... |
| القوسان ()                                  | - للجمل الاعتراضية - للتوثيق - للترقيم - معانٍ ليست من أركان الكلام الأساسي ولكن لتوضيح جزء منه وتفسيره. - للتعليق. | - الذهب الأسود (النفط). - تدربنا في الوحدة (1) على مهارات نحوية. - المرشح (بكسر الشين) هو أداةً أو برنامجٌ... - محمد (صلَّى اللَّه عليه وسلَّم) |
| علامتا التنصيص « » أو " "                   | - نقل مباشر للنص - عناوين المقالات المنشورة في الدورية بوضع النص داخلها عند التوثيق. - الترجمة الحرفية. | - البحث في اللغة «الكشف» طلب شيء - الظاهر، سليمان (2014). "نظرية العقل عند الفارابي" - "ماينتس" مدينة ألمانية. |
| علامة الحذف ...                             | - توضع مكان الكلام المحذوف - في نهاية جملة قطعت لسبب | - أما أنت... فأحسنت صنعًا - لو لم أرَ السيارة قادمة، لحدث... |
| خط مائل /                                   | - للفصل أو المقارنة بين عناصر مختلفة أو الاختيار المتعدد بينهم - الفصل بين أقسام التاريخ - يستخدم لبيان التقسيمات الفرعية. - قد تعني (أو) في الجمل القصيرة. - الفصل بين البسط والمقام في الكسور.                             | - قارن بين خط الرقعة/ خط النسخ - 5544/ص/م - مدرسة/ مكتبة - 1/4 |